# O dădacă de Crăciun
O dădacă de Crăciun (titlu original: A Nanny for Christmas) este un film de Crăciun american din 2010 regizat de Michael Feifer. Rolurile principale au fost interpretate de actorii Emmanuelle Vaugier, Dean Cain și Richard Ruccolo.

## Prezentare
Ally este o tânără inteligentă care este preocupată de cariera sa, fiind în căutarea unei slujbe noi. Samantha nu prea are timp liber de copiii săi deoarece conduce o firma de advertising. După ce se întâlnesc, Samantha ii propune ambițioasei Ally sa fie dădaca copiilor ei, aceasta acceptând însă cu ceva dubii. Danny este durul proprietar al unei companii producătoare de ciocolată, care este în căutarea unei campanii publicitare de proporții. Cei trei vor avea un Crăciun care le va schimba viața pentru totdeauna.

## Distribuție
- Emmanuelle Vaugier ca Ally Leeds
- Dean Cain ca Danny Donner
- Richard Ruccolo ca Justin Larose
- Cynthia Gibb ca Samantha Ryland
- Sierra McCormick ca Jackie Ryland
- Jared Gilmore ca Jonas Ryland
- Sarah Thompson ca Tina
- Clyde Kusatsu ca Mr. Halligan
- John Burke - Carl Ryland
- Caia Coley - Carol
- Marla Maples ca Brandy
- Keith Dobbins ca Moș Crăciun
- Barry Barnholtz ca Dan
- Shirell Ferguson-Coleman ca prima chelneriță
- Katie Condidorio ca a doua chelneriță

## Producție
Filmările au avut loc la  Hollywood, Los Angeles, California.

## Titluri alternative
- Una tata per Natale (Italia)